# 维莱昂艾
维莱昂艾（法語：Villers-en-Haye，法語發音：[vilɛʁ ɑ̃ ɛ]）是法国默尔特-摩泽尔省的一个市镇，属于图勒区。

## 地名
“维莱昂艾”（Villers-en-Haye）一名在法语中意为“艾森林中的维莱”。

## 地理
维莱昂艾（48°49'39"N, 6°0'43"E）面积7.29 平方千米，位于法国大東部大區默尔特-摩泽尔省，该省份为法国东北部内陆省份，是洛林的一部分，北邻比利时、卢森堡，北起顺时针与摩泽尔省、下莱茵省、孚日省和默兹省接壤。
与维莱昂艾接壤的市镇（或旧市镇、城区）包括：迪约卢阿尔、热宗库尔、格里斯库尔、罗热维尔、罗西耶尔昂艾、赛兹赖。
维莱昂艾的时区为UTC+01:00、UTC+02:00（夏令时）。

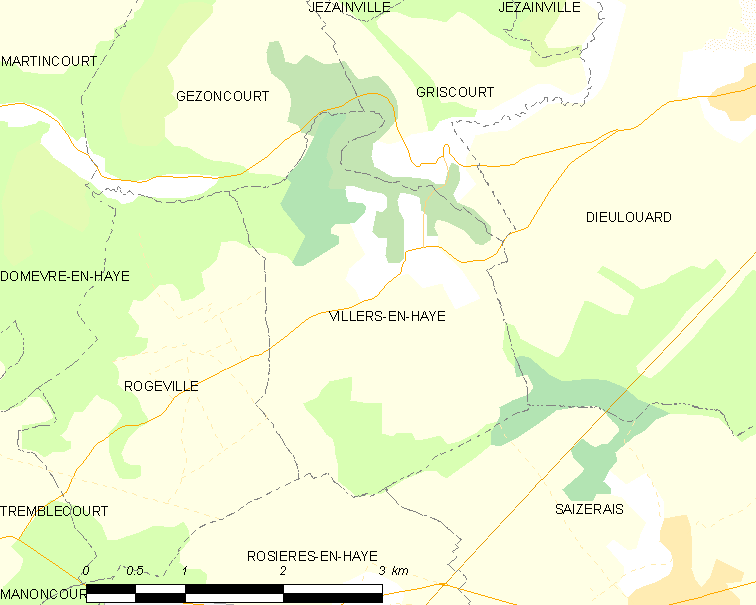
维莱昂艾的OSM定位图

## 行政
维莱昂艾的邮政编码为54380，INSEE市镇编码为54573。

## 政治
维莱昂艾所属的省级选区为北图卢瓦县。

## 人口

1962-2008年间维莱昂艾人口变化图示

维莱昂艾于2022年1月1日时的人口数量为159人。